# Тущикудук
Тущикуду́к (каз. Тұщықұдық) — село у складі Мангистауського району Мангистауської області Казахстану. Адміністративний центр Тущикудуцького сільського округу.
У радянські часи село називалось Тущикудик.
Населення — 1908 осіб (2021; 2030 у 2009, 1998 у 1999, 2305 у 1989).